# Мезон Карре
Мезо́н Карре́ в Ниме (фр. La Maison carrée — Квадратный дом) — старейший из наиболее сохранившихся древнеримских храмов на территории Южной Франции. Расположен в центре города Нима (Окситания). Согласно прежде существовавшей над входом надписи, храм был посвящён императору Октавиану Августу ок. 1 г. до н. э. «во славу двух его внуков»: консулов и военачальников Луция Цезаря и Гая Юлия Цезаря Випсанинана. На протяжении веков храм служил консульским домом, церковью, а затем и музеем античного искусства. Длина храма 26,42 м, ширина 13,54 м. Здание представляет собой типично римский тип: гексастильный (с шестью колоннами на переднем фасаде) псевдопериптер.
«Квадратный дом» классифицируется как исторический памятник, включён в Список всемирного наследия ЮНЕСКО.

## История и архитектура

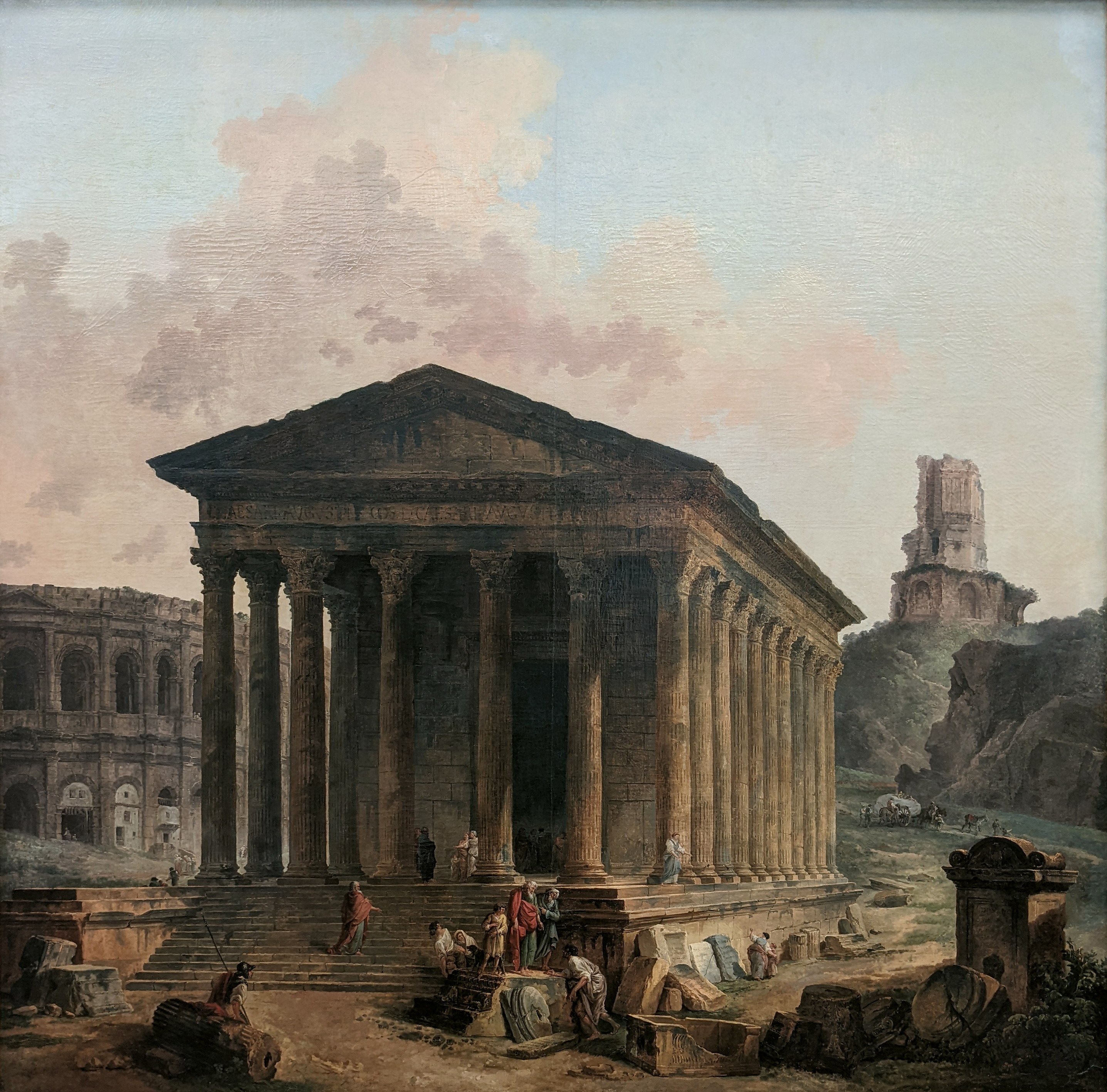
Воображаемый пейзаж Юбера Робера. Квадратный дом, арена и большая башня в Ниме (1787, коллекция Лувра)

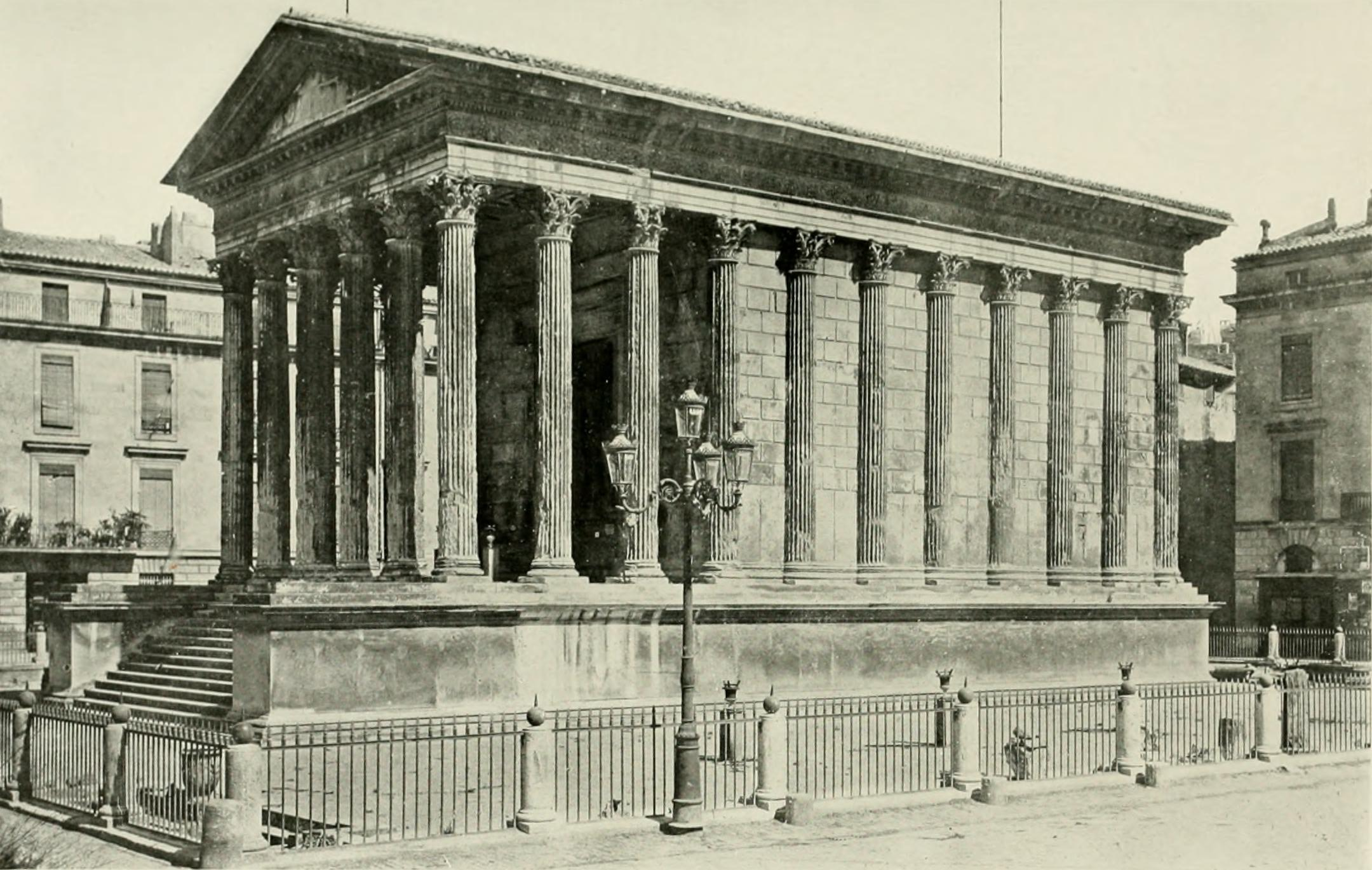
Квадратный дом. Фотография 1912 года

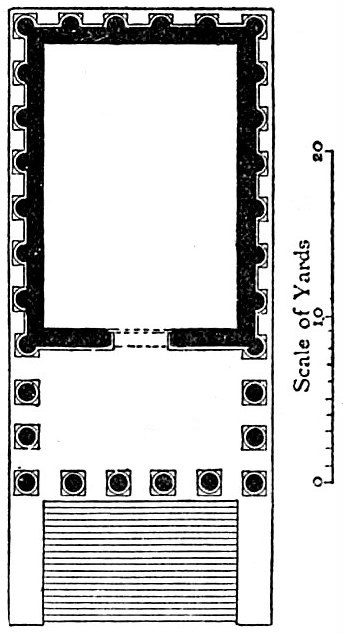
План храма

Здание было построено между 10 и 4 годами до н. э., во времена правления Октавиана Августа в южной части городского форума, который имел длину более 80 м и был оформлен двумя входными портиками. С севера площадь замыкала прямоугольная постройка (18 х 14 м), которая ныне идентифицируется как римская Курия.
Тридцать колонн, каждая высотой 9 м (включая полуколонны на трёх сторонах), окружают основной объём. Он состоит из целлы размером 10,50 м на 16 м, которой предшествует пронаос (его перекрытие сделано позднее). Первоначально в целлу нужно было входить через большую дверь высотой почти семь метров. Храм построен на подиуме высотой 2,65 м, что придавало ему доминирующее положение в окружающей среде. Доступ к целле осуществляется по единственной лестнице из пятнадцати ступеней (количество ступеней в древнеримской архитектуре всегда нечётное).
Внутри обычно находилась статуя почитаемого бога. Все церемонии проходили вокруг алтаря, поставленного перед входом. Такое разделение происходит непосредственно из этрусской традиции, до сих пор присутствующей в Риме и Италии. Структура плана и использование коринфского ордера указывают на греческое влияние. Однако псевдопериптеральная композиция, известная в Италии с начала I века до н. э. указывает на римские традиции. Эта архитектура напрямую вдохновлена храмом Аполлона в Риме, своеобразной уменьшённой моделью которого считают «Maison Carré» в Ниме.
На фасаде храма бронзовыми буквами, врезанными в камень, было написано посвящение, объясняющее роль здания. Это посвящение позднее исчезло, но благодаря расположению всё ещё видимых отверстий учёный из Нима Жан-Франсуа Сегье сумел в 1758 году восстановить текст: «Каю Цезарю консулу и Луцию Цезарю консулу, назначенному, сыну Августа, принцы юности». Таким образом становится ясно, что храм посвящён наследникам Августа, Каю Юлию Цезарю и Луцию Цезарю, которые были назначенными внуками и наследниками Августа, прежде чем они умерли безвременно. Кай и Луций — сыновья Агриппы и Юлии (дочери Августа). Агриппа был ближайшим советником и помощником Августа. Он был владетелем античного города Немауса: официальным защитником интересов города и сообщества граждан перед сенатом Рима. После его смерти он передал покровительство своему старшему сыну Каю. По смерти Кая и Луция жители Нима с согласия властей решили посвятить им этот храм.

## История здания в Новое время
В IV в. храм был передан христианской церкви, что спасло его от разрушения. С XI по XVI век Maison Carrée использовался как консульский дом Нима, то есть своего рода ратуша: в Средние века некоторые городские старшины юга Франции назывались консулами. Здание было тогда известно как Капитолий или Кап-дуэль (Cap-duel).
Затем здание претерпело многочисленные преобразования, чтобы приспособить его к потребностям новых жильцов. Оно было жилым домом, конюшней, затем церковью августинцев. Собственностью священнослужителей. В конце XVI века герцогиня Юзес задумала перестроить здание в усыпальницу для своего мужа Антуана де Круссоля.
В период революции храм стал местом встречи сторонников Директории, затем, между 1800 и 1807 годами, префектурой департамента Гард.
В 1823 году здание объявлено национальным музеем, в нём размещена экспозиция древнеримского искусства. Отреставрированный, как и другие памятники Нима, в XIX веке, Maison Carrée на западной стороне имеет выгравированный латинскими буквами краткий текст: «Отремонтировано щедростью короля и деньгами, пожертвованными горожанами. 1822 год».
В 1992 году Maison Carrée получил новую крышу, точную копию античного оригинала, состоящую из больших плоских черепиц (tegulae) и черепицы для дождевых каналов (imbrices), сделанных вручную.
В 1993 году британский архитектор Норман Фостер построил напротив Maison Carrée здание под названием Carré d’Art, в котором планировалось разместить музей современного искусства и которое считалось бы современным аналогом античного Maison Carrée. Он также перепроектировал прилегающую площадь, чтобы обеспечить гармонию между двумя зданиями. В 2006—2010 годах производилась капитальная реставрация здания, что позволило восстановить иногда оспариваемую белизну стен. Над главным фасадом планировалось восстановить бронзовые буквы первоначального посвящения. 12 февраля 2011 года город Ним отпраздновал окончание реставрации. Античное оформление интерьера «Квадратного дома» не сохранилось, поэтому в наше время здание используется Управлением государственных служб под контролем научного комитета города для научных, просветительских и выставочных мероприятий.
По образцу Мезон Карре в начале XIX века в центре Парижа была построена огромная церковь Святой Марии Магдалины, более известная под названием «Мадлен».

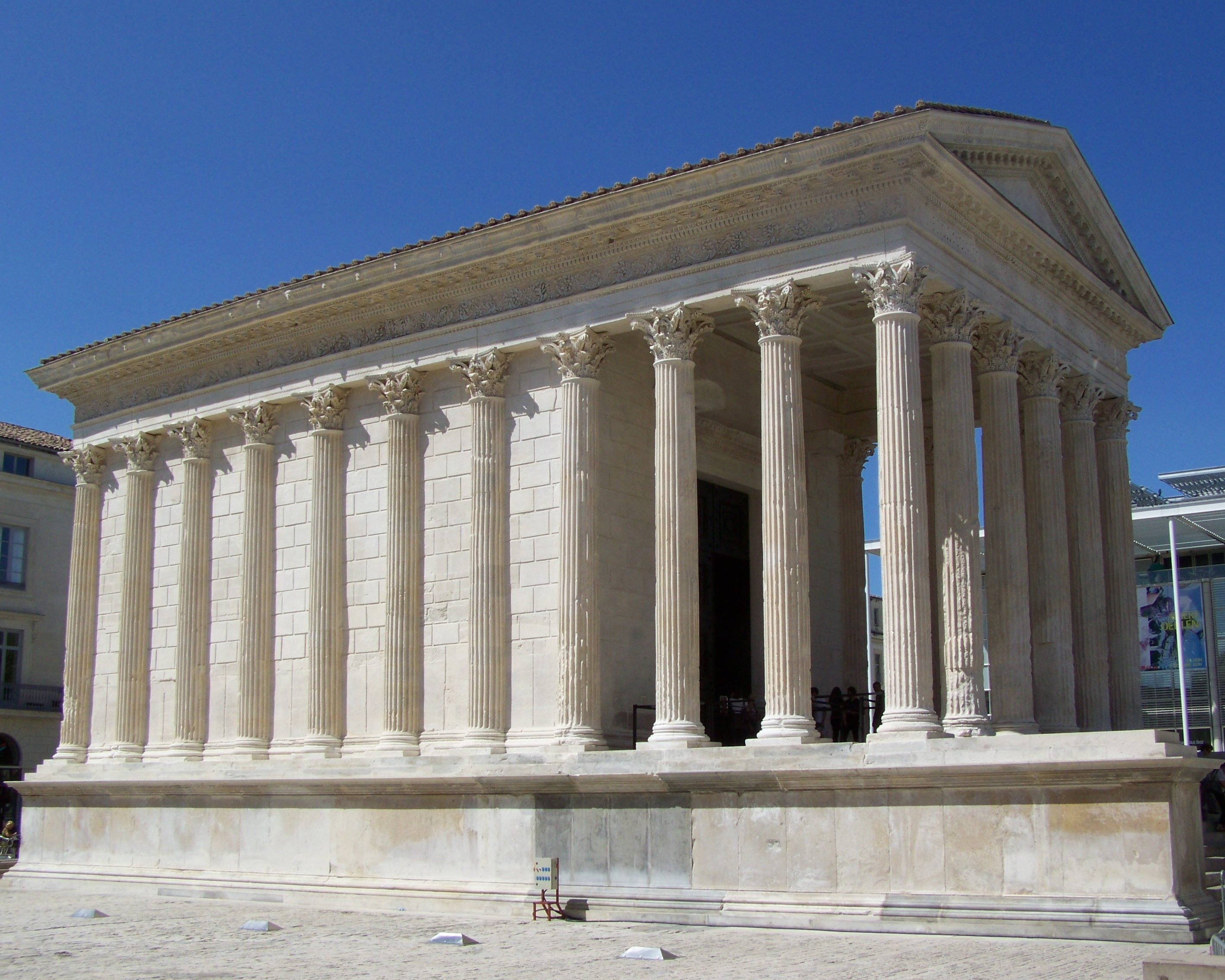
Квадратный дом после реставрации 2006–2010 годов
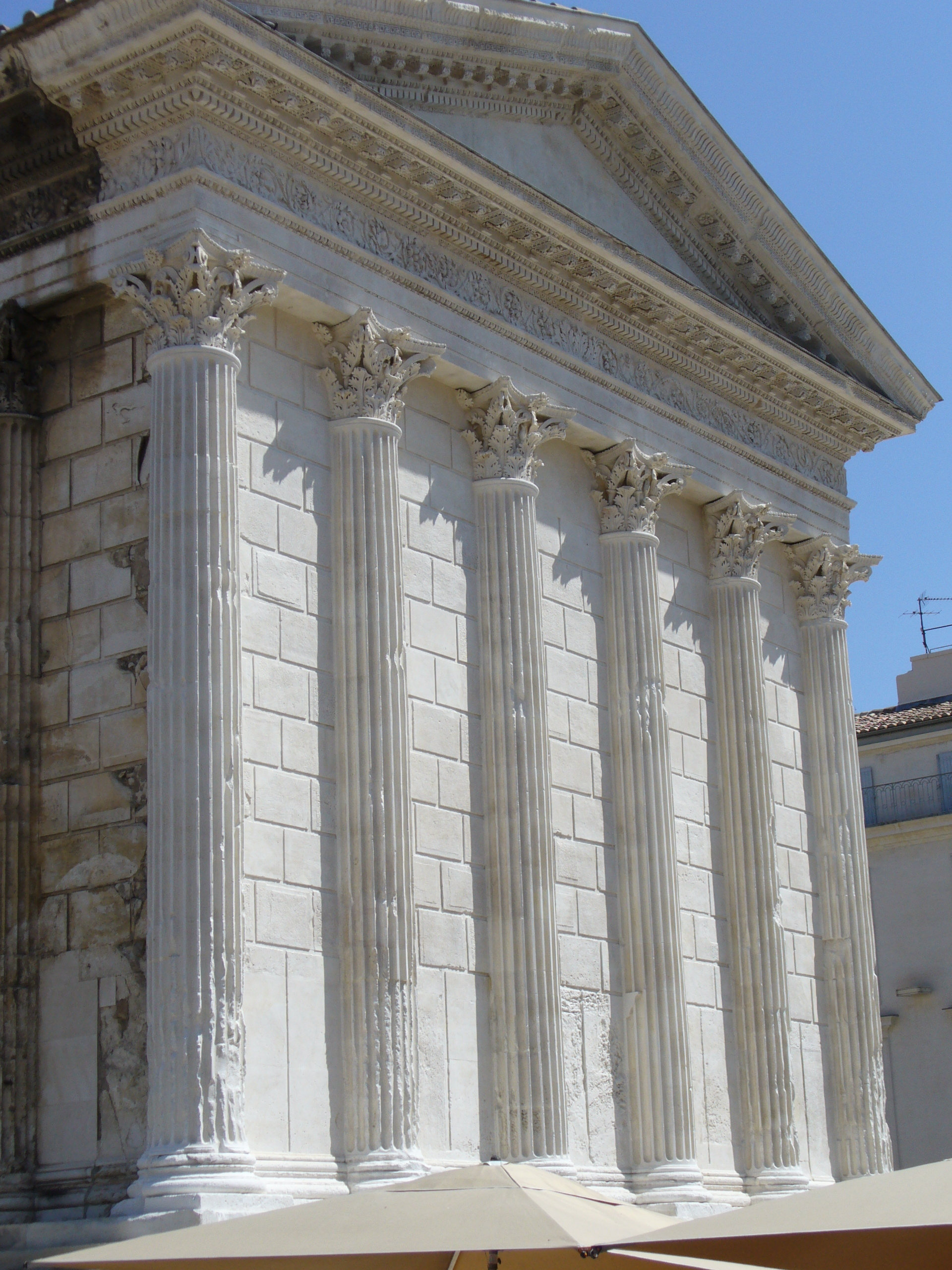
Задний фасад
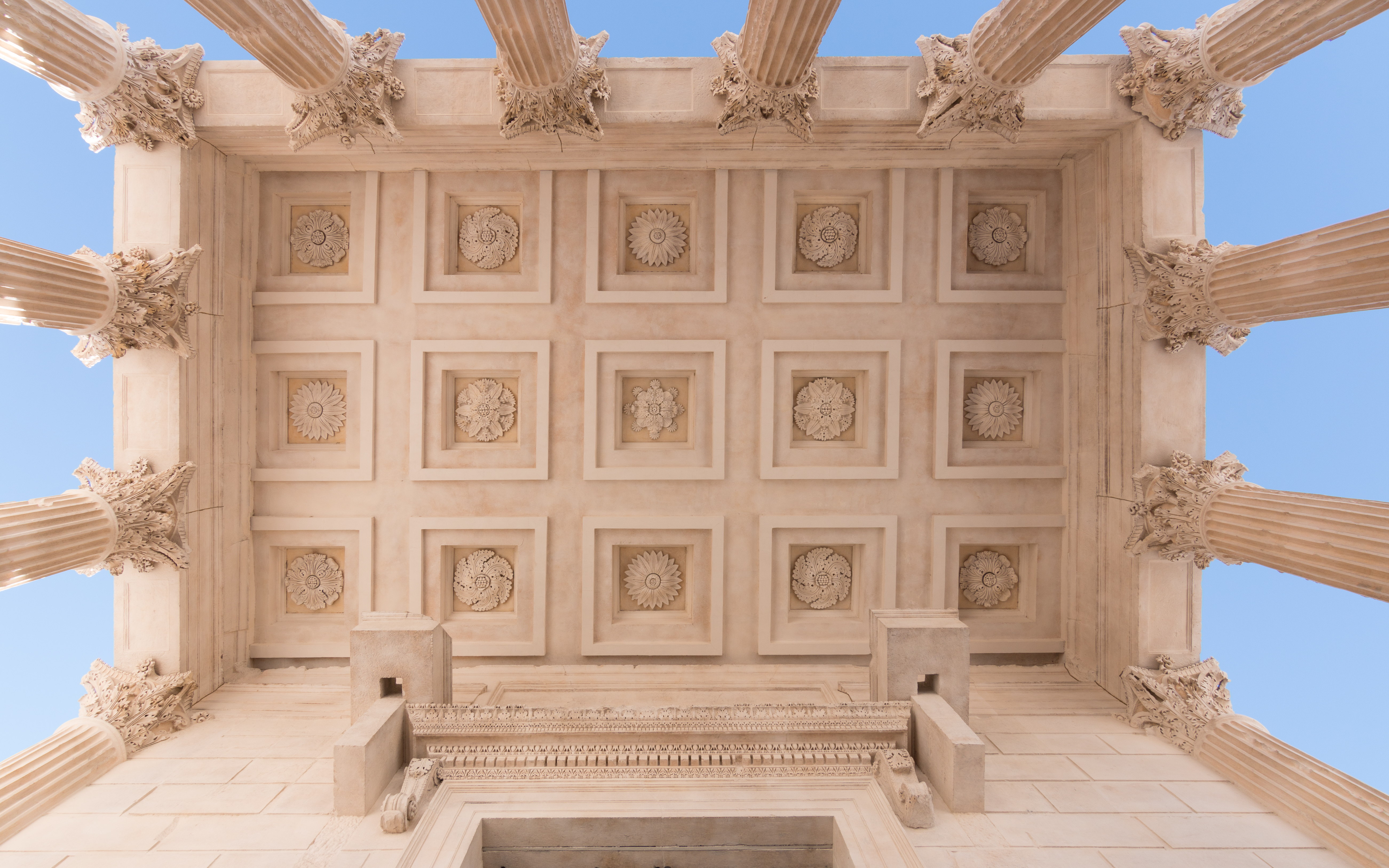
Плафон портика
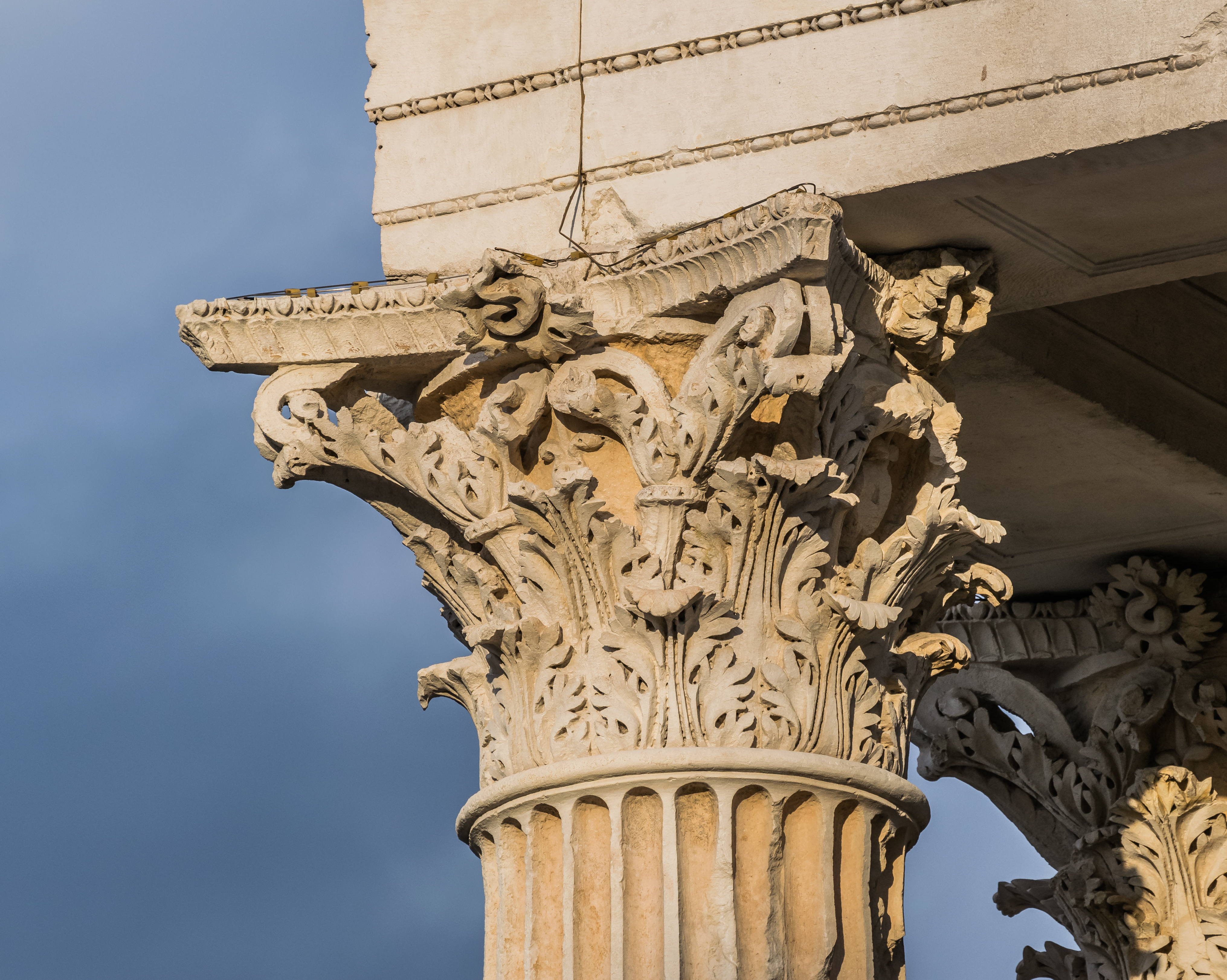
Капитель храма
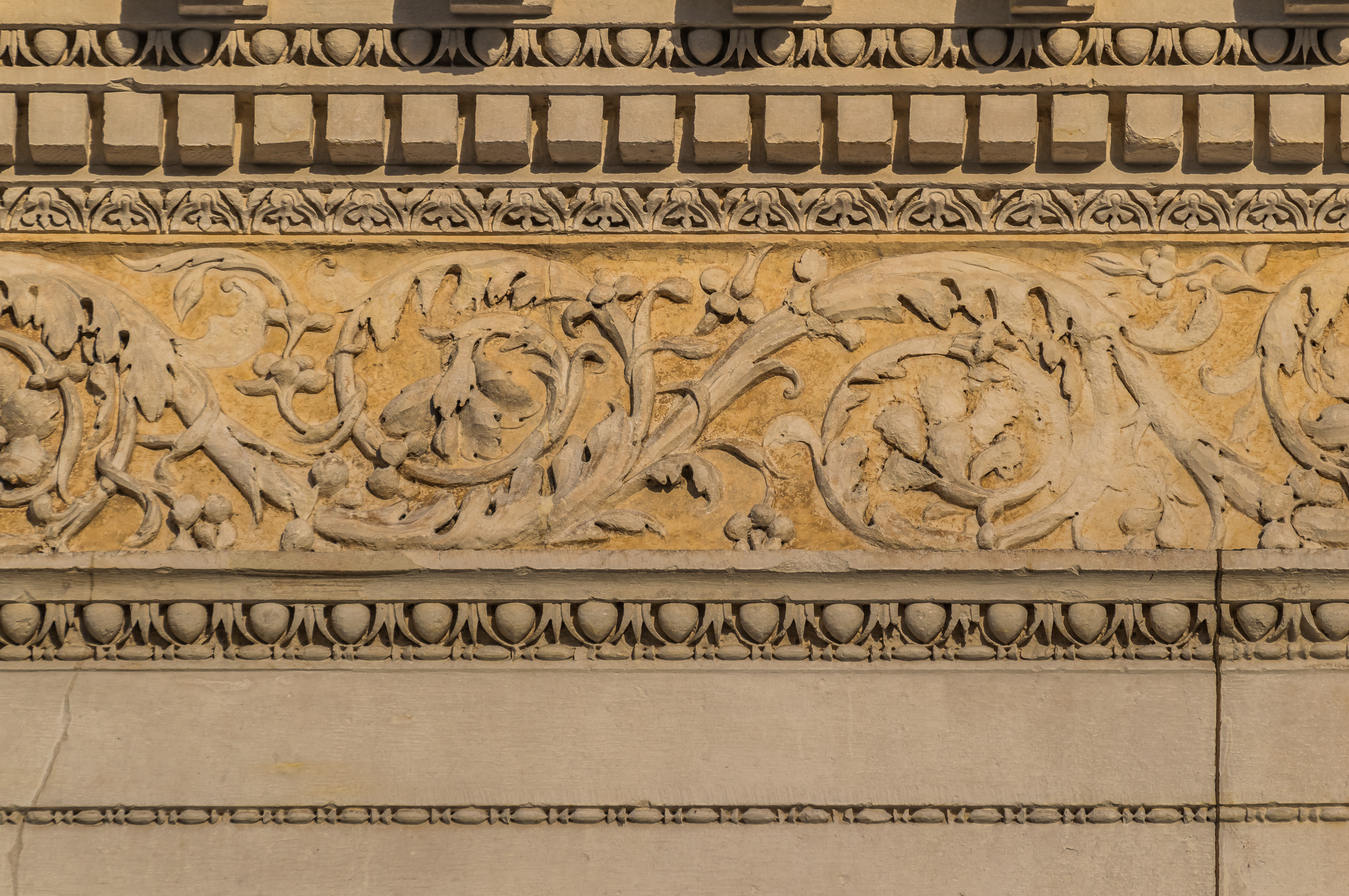
Орнамент фриза
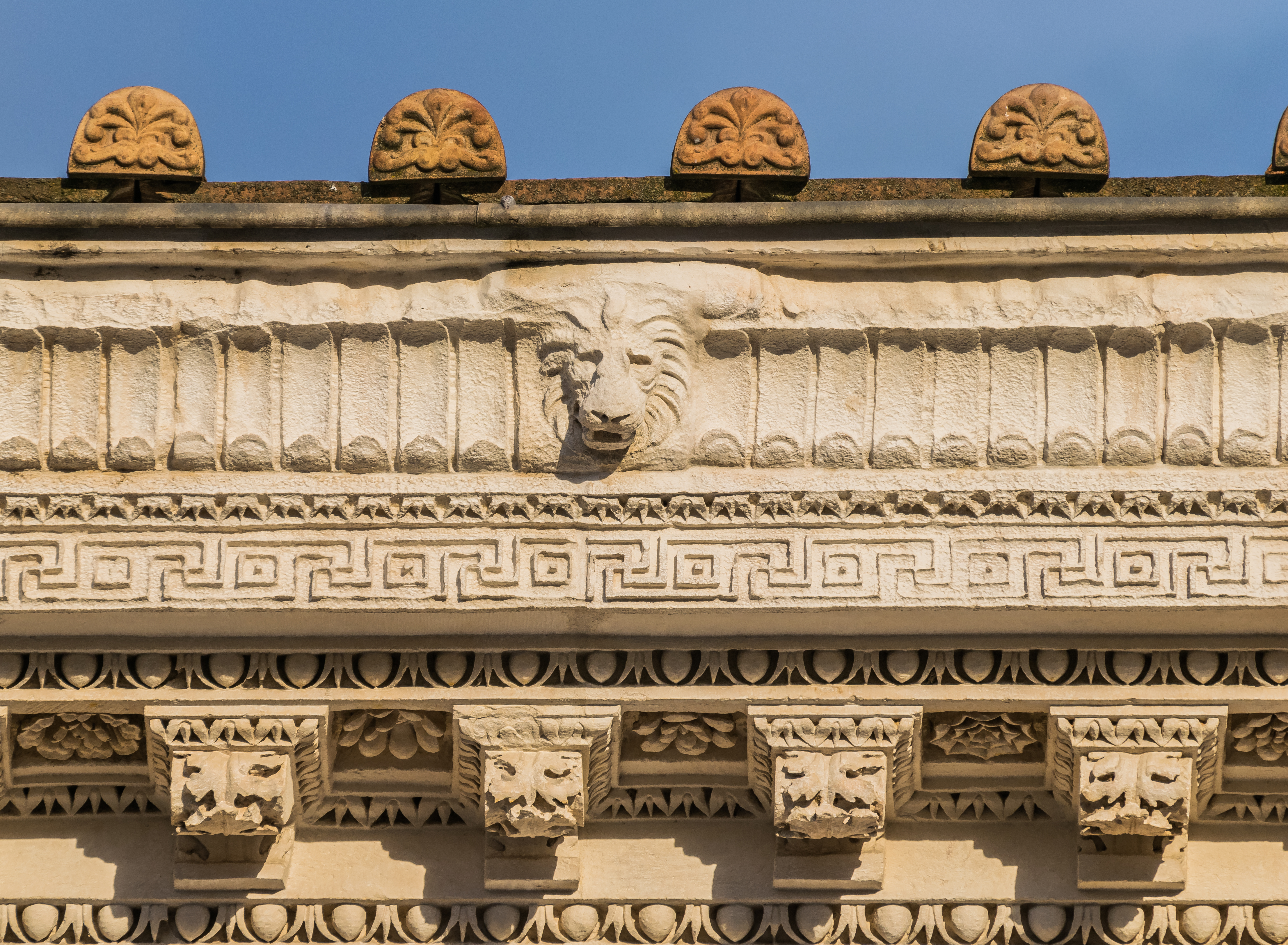
Карниз
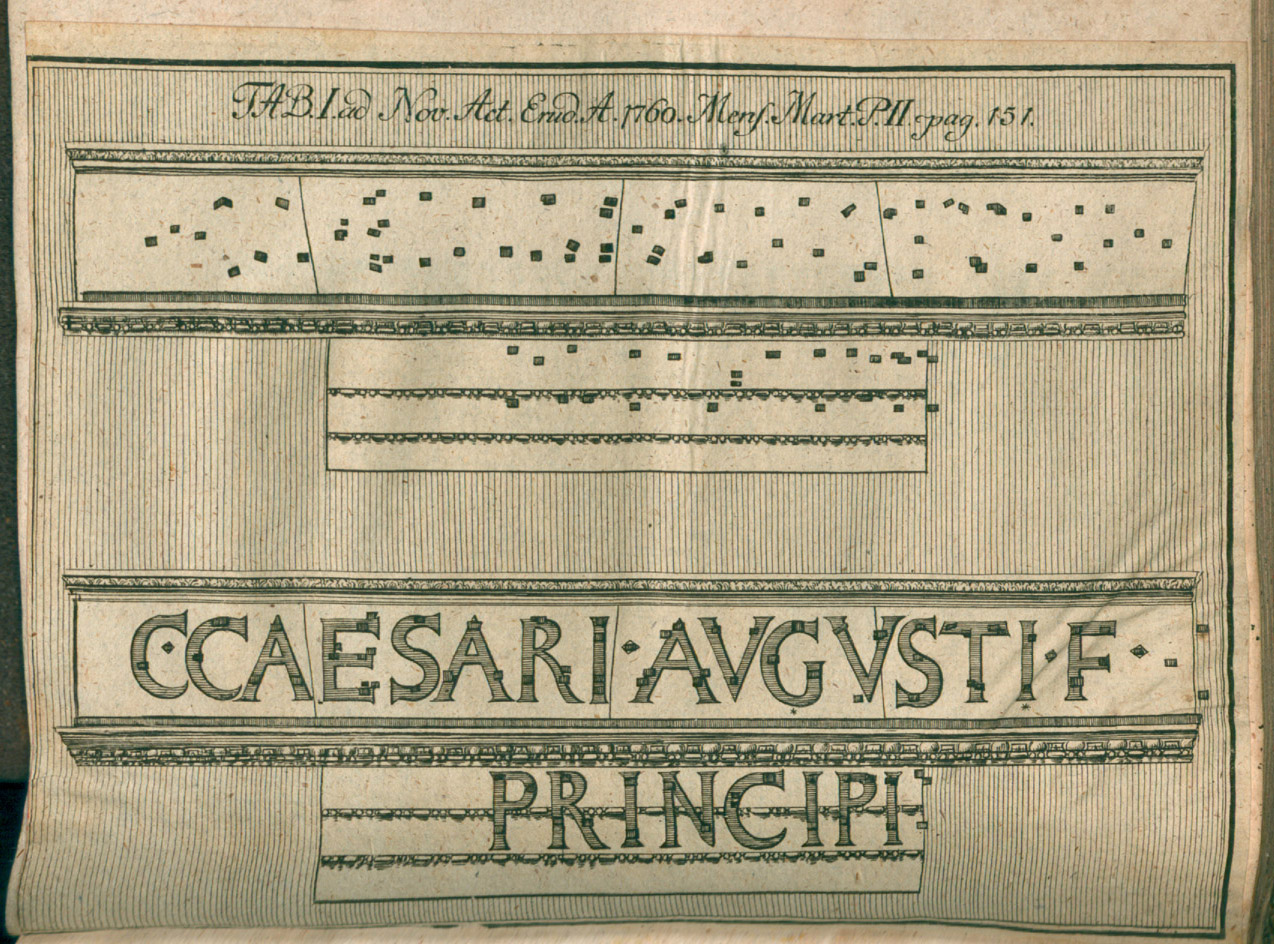
Памятная надпись. Посвящение Августу. Гравюра Acta eruditorum. 1760